# Патара-Опети
Патара-Опети (груз. პატარა ოფეთი) — село в Грузии, на территории Самтредского муниципалитета края (мхаре) Имеретия.

## География
Село находится в западной части Грузии, к северу от реки Хевисцкали, на расстоянии 16 километров к югу от города Самтредиа, административного центра муниципалитета. Абсолютная высота — 239 метров над уровнем моря.

## Население
По результатам официальной переписи населения 2014 года, в Патара-Опети проживало 139 человек (68 мужчин и 71 женщина). В национальной структуре населения грузины составляли 100 %.
| Год  | Население, человек |
| ---- | ------------------ |
| 2002 | 183                |
| 2014 | ↘ 139              |